# Sciaenochromis ahli
Sciaenochromis ahli (Trewavas, 1935) è un pesce di acqua dolce appartenente alla famiglia Cichlidae ed alla sottofamiglia Pseudocrenilabrinae.

## Habitat e Distribuzione
È diffusa in tutta l'area del Lago Malawi, nell'Africa orientale.

## Descrizione
Presenta un corpo compresso lateralmente, abbastanza allungato e non particolarmente alto. La colorazione è uniforme su tutto il corpo ed è di un blu molto intenso. La pinna dorsale è alta ed allungata, più chiara del corpo e con delle macchie nere al termine, mentre la pinna anale è alta come quella dorsale, ma più corta e bordata di arancione o di giallastro. La pinna caudale è a delta e non biforcuta. Non supera i 20 cm.

## Biologia

### Comportamento
Questo pesce abita le fessure e gli anfratti delle rocce. Il maschio è molto territoriale ed attacca anche pesci più grandi di lui. Quando un maschio è in atteggiamento difensivo, lungo il suo corpo si intensificano delle bande blu verticali

### Alimentazione
È una specie principalmente carnivora, e si nutre di altri pesci, per esempio gli mbuna più piccoli.

### Riproduzione
È oviparo e la fecondazione è esterna. Questo ciclide è un incubatore orale ed infatti la femmina prende le uova in bocca.

## Acquariofilia
A causa del temperamento molto aggressivo non è comune negli acquari, ma a volte viene tenuto da appassionati.